# Теремний палац
Теремни́й палац (рос. Теремной дворец) — історична будівля, пам'ятник російської архітектури, розташований в Московському Кремлі, Росія.

## Історія

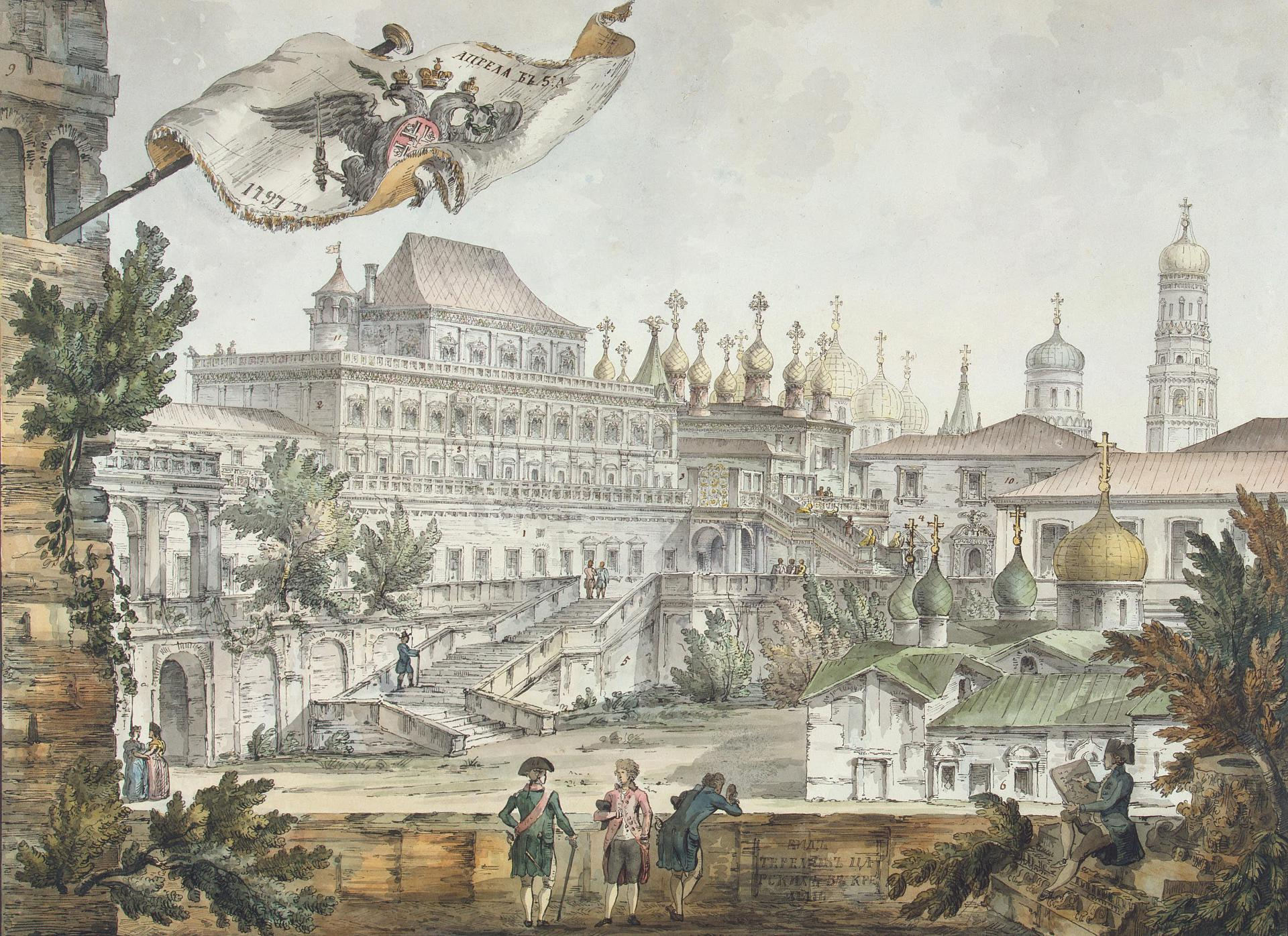
Теремний палац, 1797. Ведута Джакомо Кваренгі

Побудований в 1635-1636 за наказом царя Михайла Федоровича підмайстрами кам'яних справ Баженом Огурцовим, Антипом Константиновим, Трефілом Шарутіним і Ларіоном Ушаковим .
Це перші кам'яні покої в царському палаці. Палац побудований на нижньому ярусі північної частини великокнязівського палацу, спорудженого за проектом Алевіза Фрязина в 1499-1508, а також надбудовані над ним у другій половині XVI століття Майстерні палати. На цих двох поверхах надбудовано три нові: два житлові поверхи (в нижньому — службові приміщення, а також покої цариці і царських дітей, у верхньому — покої царя), а також третій — золотоверхий теремок, де в обширному залі засідала Боярська дума (закінчений в 1637).
П'ятиповерховий палац був надзвичайно великим і монументальним для того часу. У південній стороні на рівні алевізовського підкліту влаштували парадний Постільний ґанок (Постельное крыльцо); під прямим кутом до нього від Боярського майданчика йшли Золоті сходи (Золотая лестница), що виходили на Передній кам'яний двір або Верхоспаський майданчик . При Палаці створили комплекс домових церков, зараз відомих під загальною вжитковою назвою Верхоспаського собору.
В архітектурі палацу Терему відбилися не тільки традиційні риси російського дерев'яного зодчества, а й нова для того часу анфіладна побудова внутрішніх приміщень .
Розпис кімнат Теремного палацу проводився під керівництвом Симона Ушакова. Інтер'єри, побудовані за анфіладним принципом і багато прикрашені, не збереглися. Вони постраждали від ремонтних робіт в XVIII столітті, а також від пожежі 1812 року.
У 1836—1837 при реставрації під керівництвом Федора Солнцева і Петра Герасимова , за участю Федора Ріхтера, за зразками XVII століття були виконані барвисті розписи, різьблені дерев'яні віконні рами з кольоровими скельцями, різьблені дерев'яні меблі, встановлені кахельні печі .
При будівництві Великого Кремлівського палацу в 1847—1849 частини Верхоспаського майданчика з Золотим ґанком опинилися вбудовані в нього.
Нині Теремний палац у складі Великого Кремлівського палацу є Резиденцією Президента Російської Федерації.

## Галерея

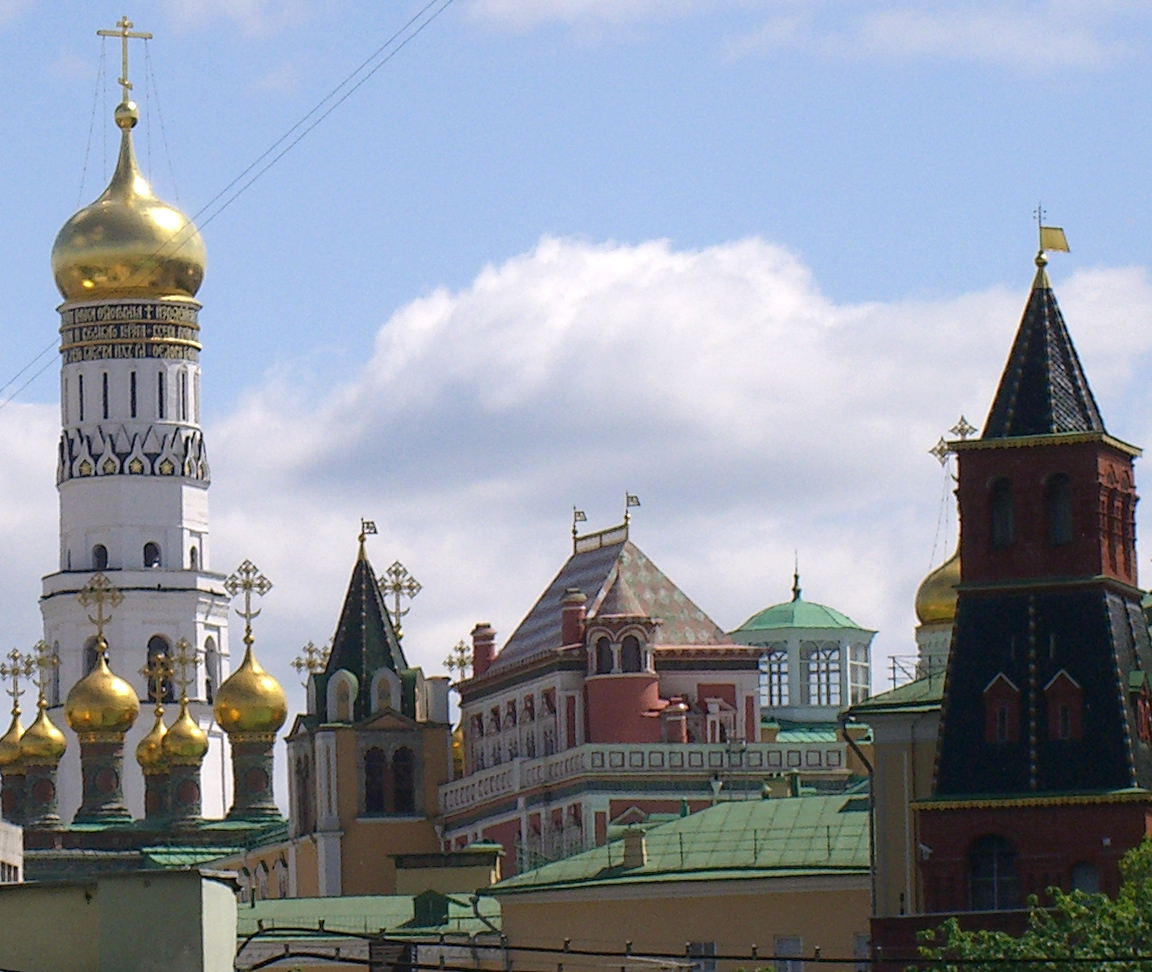
Теремний палац, вид з Мохової вулиці
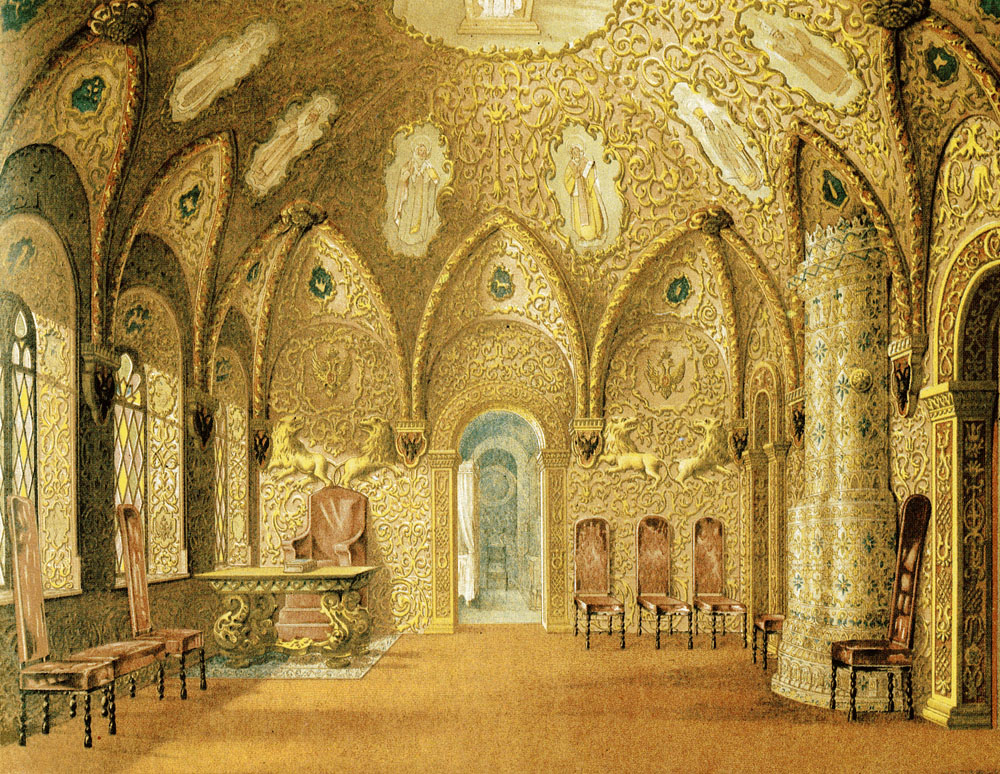
Хрестова, або Соборна, кімната в Теремному палаці
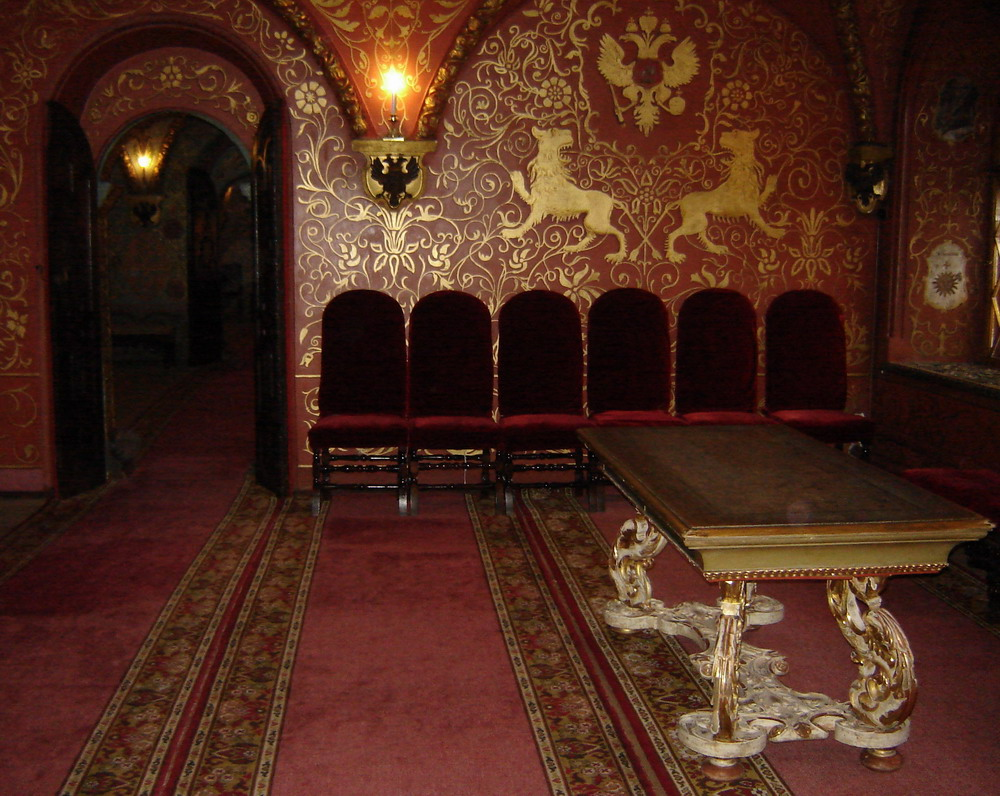
Герби в Хрестовій палаті